# Kościół w Lummelundzie
Kościół w Lummelundzie – świątynia należąca do diecezji Visby Kościoła Szwecji. Znajduje się w północno-zachodniej części Gotlandii.

## Architektura
Nawa i wieża to najstarsze części kościoła. Obie wzniesiono około 1200 roku. Istniało również prezbiterium, które jednak rozebrano w połowie XIV wieku, by na jego miejscu zbudować obecne, nieproporcjonalnie wielkie. Przebudowa prezbiterium miała być początkiem przekształcenia całej świątyni, jednak skończyło się tylko na tej części kościoła. Od tamtej pory kościół przetrwał do dziś bez większych zmian. Ostatecznie zatem nawa i wieża reprezentują styl romański, podczas gdy prezbiterium jest gotyckie. Jako budulca użyto wapienia. Główny portal od południa zdobią kamienne rzeźby, nieco prymitywne w wykonaniu. Nie wiadomo kiedy zbudowano zakrystię; pierwsza wzmianka o niej pochodzi z 1739 roku. Iglica wieży powstała w 1636 roku. W XVII wieku wykonano nowe okna w nawie, otrzymała ona wówczas również nowy wystrój i wyposażenie. Okna zostały ponownie przebudowane w XIX wieku. W latach 1960–1961 przeprowadzono w kościele remont.

## Wnętrze

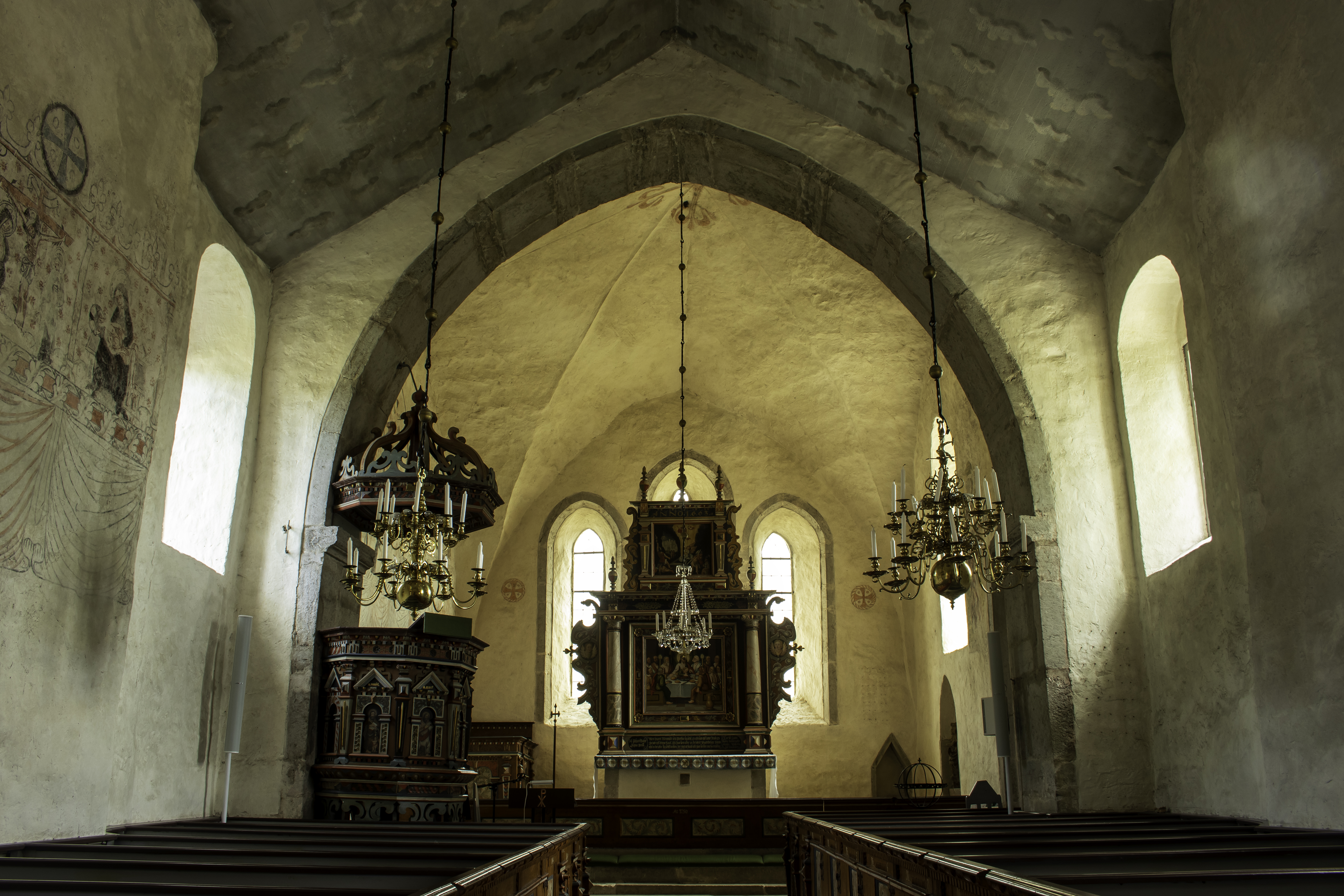
Wnętrze kościoła

We wnętrzu świątyni oglądać można malowidła ścienne. Część z nich pochodzi z okresu budowy kościoła, część z XV, a jeszcze inna część z XVII wieku. W kościele znajduje się dość zniszczona późnośredniowieczna drewniana rzeźba św. Antoniego. Zobaczyć też można XIII-wieczną chrzcielnicę. Większość pozostałego wyposażenia pochodzi z XVII wieku. Ołtarz z przedstawieniem ostatniej wieczerzy datowany jest na 1663 rok. Ambona z kolei powstała rok później, a zdobią ją malowidła przedstawiające ewangelistów.